# Donovan Scott
Donovan Scott (* 29. September 1946 in Chico. Kalifornien) ist ein US-amerikanischer Schauspieler.

## Karriere
Im Jahre 1984 trat er beim Casting für Police Academy – Dümmer als die Polizei erlaubt an. Er machte eine Slapstick-Einlage, die Paul Maslansky so begeisterte, dass er die Rolle des Barbara bekam und damit berühmt wurde. 1986 wirkte er in einer Nebenrolle bei Psycho III mit. In verschiedenen Fernsehserien wie Babylon 5 und Bones – Die Knochenjägerin trat er in Gastrollen auf.

## Filmografie (Auswahl)
- 1979: 1941 – Wo bitte geht’s nach Hollywood (1941)
- 1980: Popeye – Der Seemann mit dem harten Schlag (Popeye)
- 1981: Die unglaubliche Geschichte der Mrs. K. (The Incredible Shrinking Woman)
- 1984: Police Academy – Dümmer als die Polizei erlaubt (Police Academy)
- 1984: Sheena – Königin des Dschungels (Sheena)
- 1986: Trapper John, M.D. (Fernsehserie, eine Folge)
- 1986: Rocket Man (The Best of Times)
- 1986: Remington Steele (Fernsehserie, eine Folge)
- 1986: Psycho III
- 1988: Splash, Too – Die Nixe aus New York (Splash, Too)
- 1989: Magic Movie (The Wizard of Speed and Time)
- 1989: Unter der Sonne Kaliforniens (Knots Landing, Fernsehserie, eine Folge)
- 1990: Zurück in die Zukunft III (Back to the Future Part III)
- 1991: Alaska Kid (The Alaska Kid, Fernsehserie)
- 1997: Babylon 5 (Fernsehserie, eine Folge)
- 2007: Ich weiß, wer mich getötet hat (I Know Who Killed Me)
- 2010: Backlight (Contraluz)
- 2015: Northpole: Weihnachten steht vor der Tür (Northpole: Open for Christmas)